# Жобер, Ипполит Франсуа
Ипполит Франсуа Жобер (фр. Hippolyte François Jaubert; 28 октября 1798, Париж — 5 декабря 1874[…], Монпелье) — французский ботаник, натуралист (естествоиспытатель), министр, политик и депутат.   

## Биография
Ипполит Франсуа Жобер родился в Париже 8 октября 1798 года. Он представил законопроект о свободе высшего образования, который был принят только после его смерти и который привёл к созданию католических университетов. 27 апреля 1830 года Жобер стал кавалером ордена Почётного легиона. С 1831 по 1844 год Ипполит Франсуа Жобер был депутатом. Жобер был членом Французской академии наук (1858) и членом Ботанического общества Франции. Ипполит Франсуа Жобер умер в Монпелье 5 декабря 1874 года.

## Научная деятельность
Ипполит Франсуа Жобер специализировался на папоротниковидных и на семенных растениях.

## Научные работы
- Illustrationes plantarum orientalium … (1842, 5 vol. in 4°)[3].